# Distretto di Tororo
Il distretto di Tororo è un distretto dell'Uganda, situato nella Regione orientale.